# Кремез (урочище)
«Урочище «Кремез» — один з об'єктів природно-заповідного фонду Київської області, ландшафтний заказник місцевого значення.

## Розташування
Урочище лежить у межах Київської обласної державної організації «Тетіївське державне агролісництво», кв. 18 (всі виділи) на території Тетіївської міської ради.Розташоване вздовж дороги О-102303, відразу за міською смугою. У 1,4 км од міської смуги від дороги О-102303 відходить дорога на Кашперівку, яка перетинає урочище наскрізь.

## Історія
Заказник оголошено рішенням 25 сесії Київської обласної ради V скликання від 23 липня 2009 р. № 490-25-V.

## Опис
Деревний ярус урочища представлений переважно різновіковими насадженнями дуба та граба, а також ясена та клена. Частина території має добре збережений підлісок, до якого входять молоді клени, граб та бруслина. 
В підліску трапляються деякі види-ефемероїди: ряст, анемона дібровна, зірочки маленькі, пшінка весняна, медунка темна.
У заказнику представлений характерний для дубово-грабових лісів комплекс лісових птахів: сойка, сорока, крук, низка видів дятлів, славок та вівчариків, дрозди чорний та співочий, велика, чорна та блакитна синиці, повзик, шпак. 
Фауна земноводних представлена ропухою звичайною та жабою трав’яною. Серед плазунів поширений вуж звичайний. На узліссях можна також зустріти ящірку прудку. Наявність серед лісової рослинності дубів сприяє поширенню тут рідкісного жука-оленя, занесеного до Червоної книги України.

## Галерея

Загальний вигляд
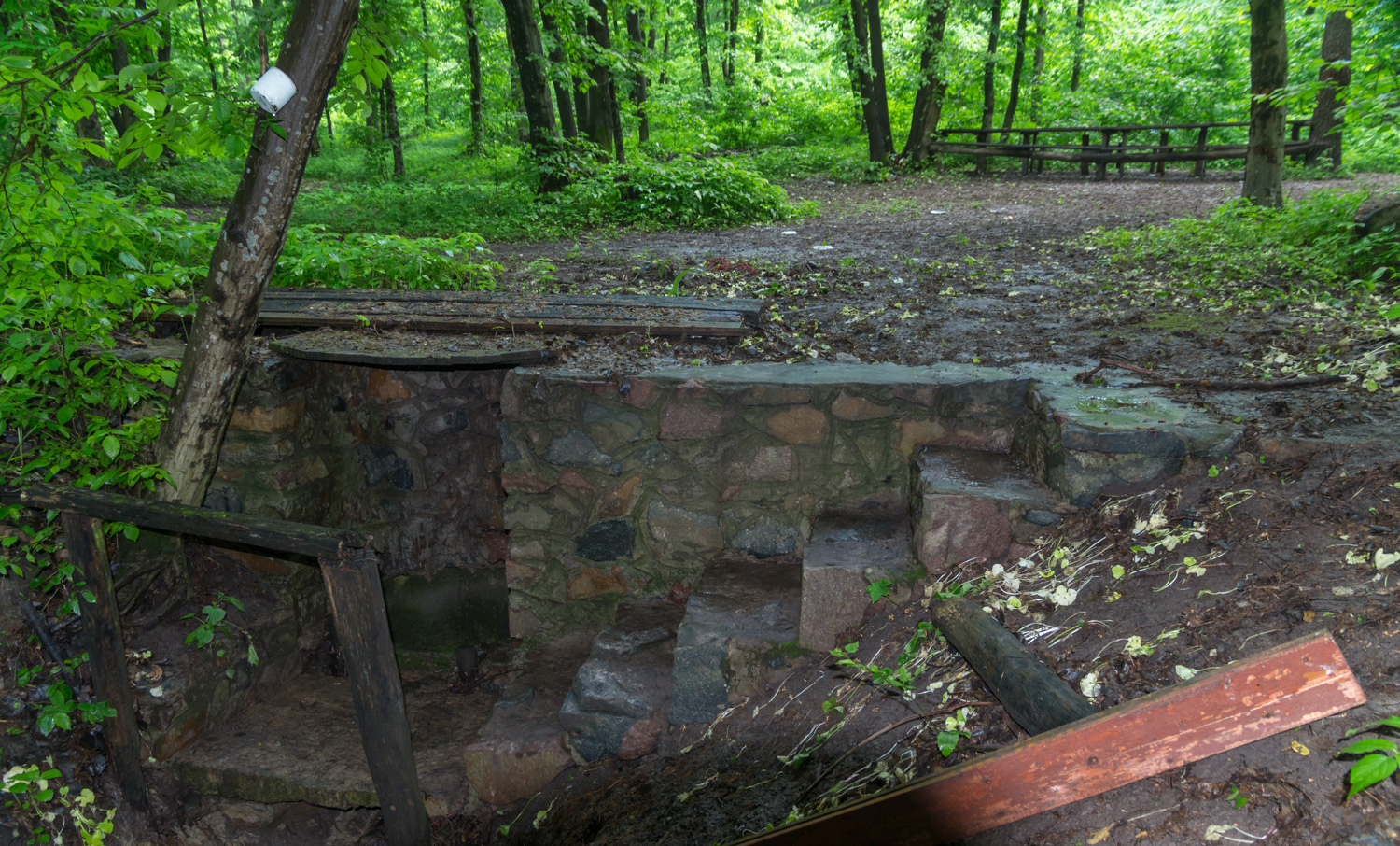
Криничка в глибокій улоговині заказника
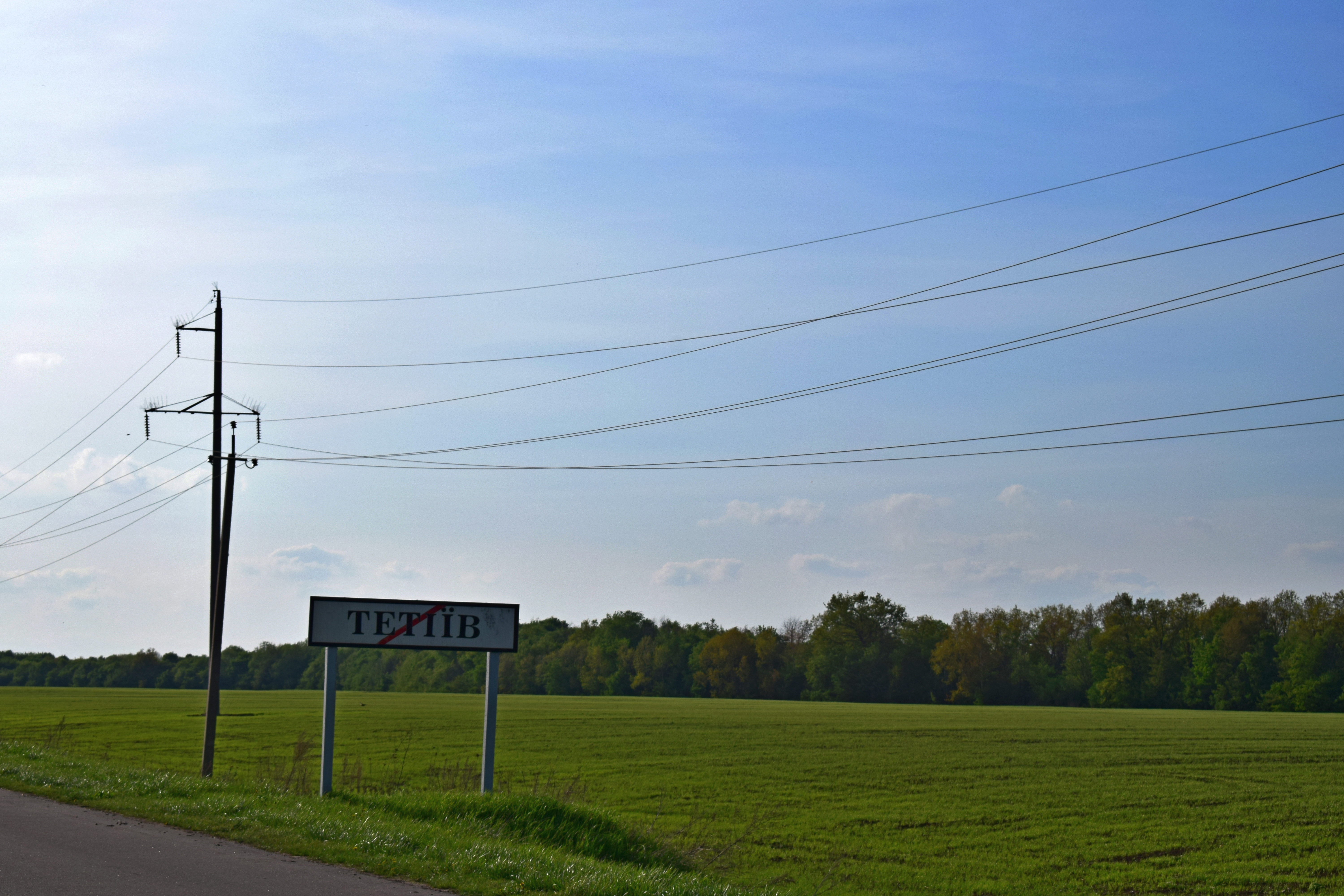
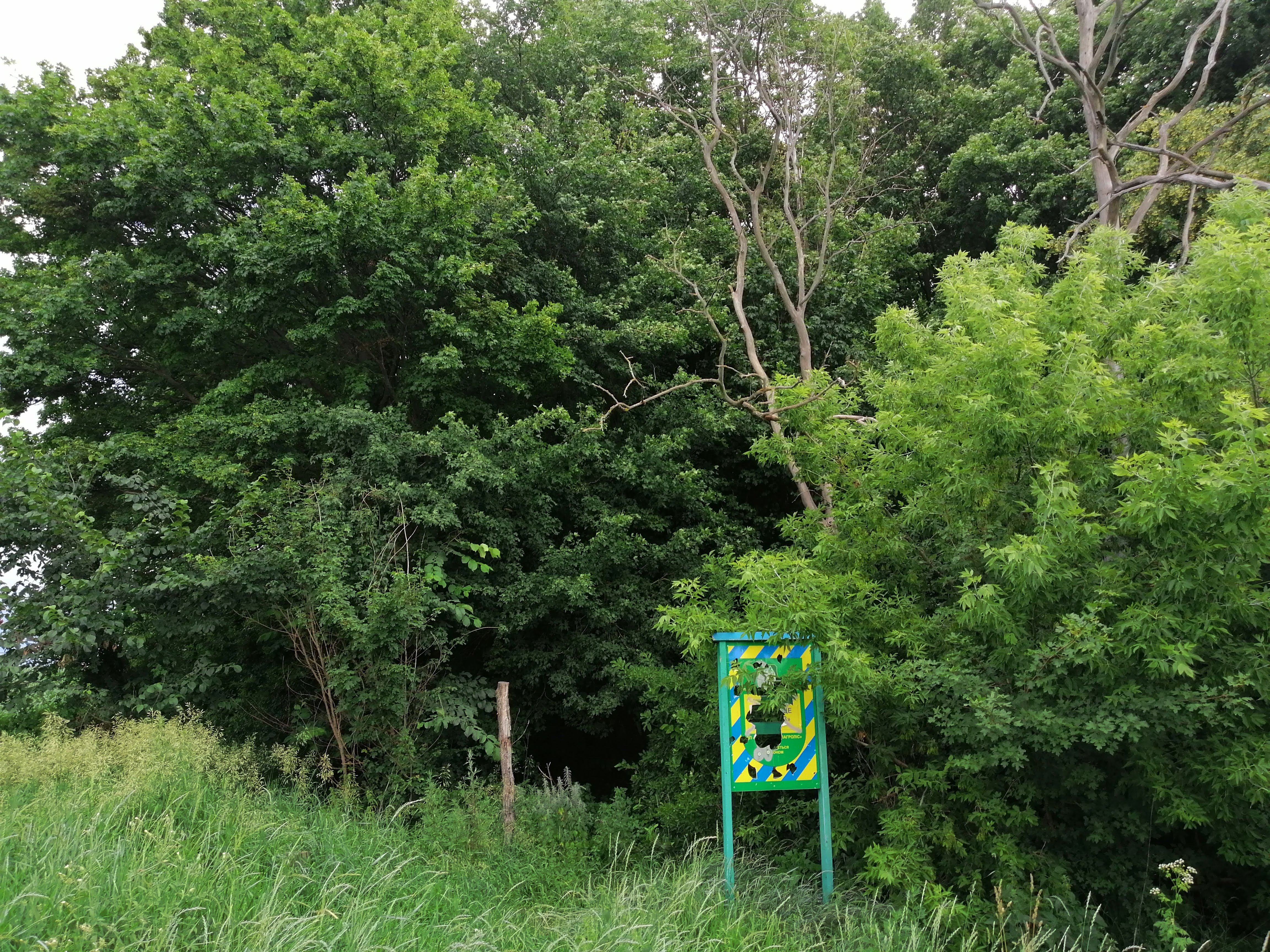
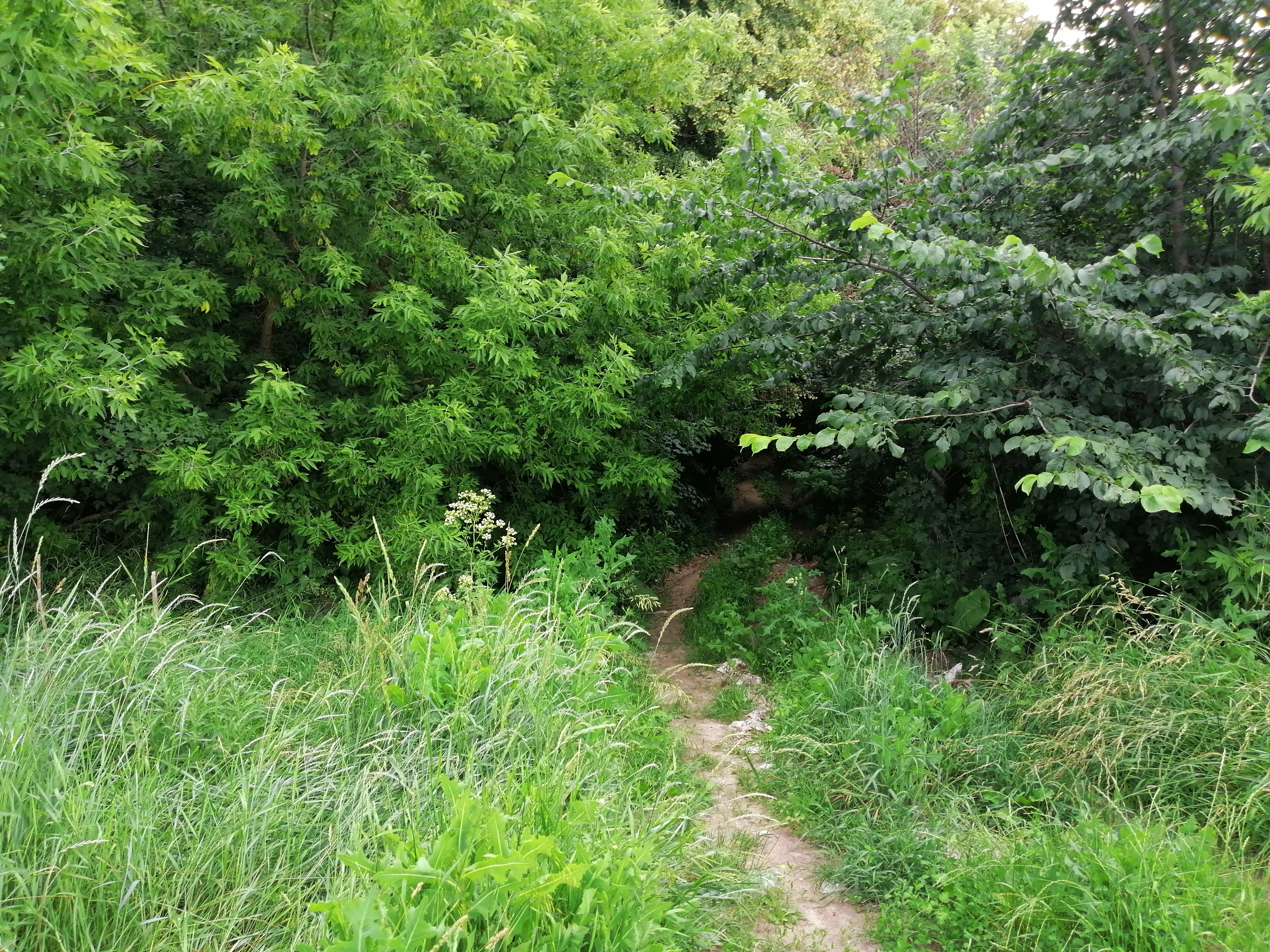
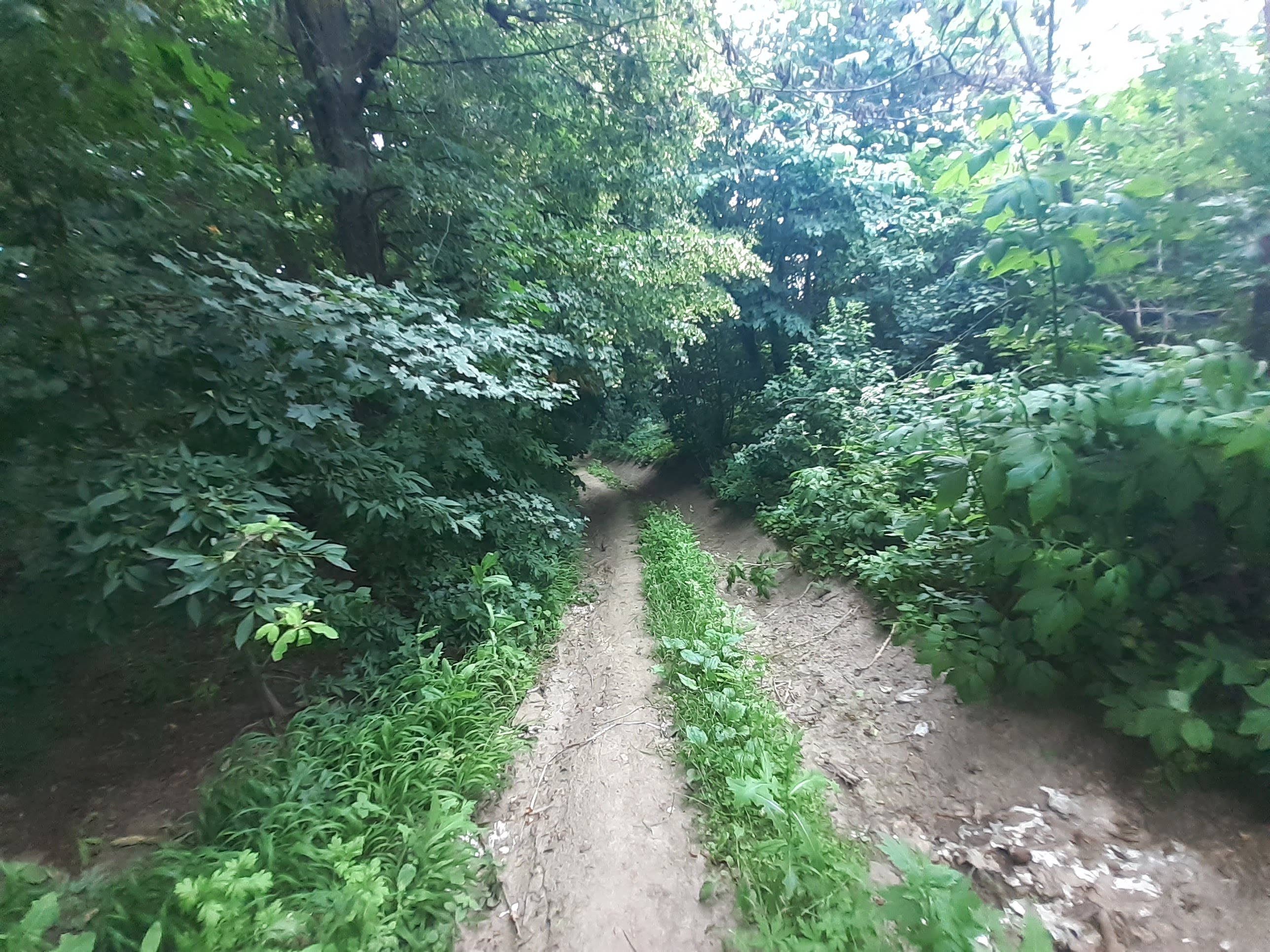